# Lenguas altogermánicas
Las lenguas altogermánicas (en alemán, hochdeutsche Mundarten/Dialekte) comprenden un conjunto de lenguas y variedades lingüísticas cercanamente emparentadas con el alemán estándar habladas históricamente en el sur de Alemania, Austria, Suiza, Luxemburgo, Liechtenstein, Bélgica, norte de Italia y noreste de Francia, además de numerosos enclaves en Dinamarca, Polonia, Rumanía y Rusia. Más recientemente como lenguas de inmigrantes en los Estados Unidos, Brasil, Argentina, Chile y Namibia. El yidis o judeoalemán es también una lengua altogermánica.

## Clasificación
Técnicamente, el término "alto" en alto alemán es una denominación geográfica para el grupo de variedades lingüísticas de las tierras altas de Europa central. El alemán estándar, también llamado Hochdeutsch 'alto alemán', es de hecho una variedad altogermánica, concretamente una variedad basada principalmente en el alto alemán central. En este artículo se usará la denominación de lenguas altogermánicas para referirse colectivamente a todas esas variedades. El yidis y el luxemburgués son otras formas estandarizadas de altogermánico. Las tierras altas y regiones montañosas donde se hablan las variedades altogermánicas comprenden el centro y sur de Alemania, así como Luxemburgo, Austria, Liechtenstein y la mayor parte de Suiza. Esa área contrasta con las tierras bajas a lo largo de las costas septentrionales donde se hablan lenguas bajogermánicas.
Las lenguas altogermánicas comprenden todas aquellas variedades lingüísticas de germánico occidental afectadas en mayor o menor medida por la segunda mutación consonántica del germánico. Las variedades más intensamente afectadas por dichos cambios fonéticos son las situadas más al sur. Las lenguas altogermánicas se dividen usualmente en dos grandes grupos:
- El alto alemán central (Mitteldeutsch), en el que se basan el alemán estándar (Hochdeutsch) y el luxemburgués, geográficamente el alto alemán central comprende también el alto alemán centroriental (Ostmitteldeutsch), así como los dialectos franconios (como por ejemplo el fráncico ripuario).
- El alto alemán superior (Oberdeutsch) incluye el alemánico y el austro-bávaro, aunque existen numerosas variantes y grupos además de los dos mencionados, como las variedades habladas en Suiza.

Las variedades colectivamente conocidas como alto franconio son variedades de transición entre los dos grupos anteriores.

## Variedades modernas

### Alto alemán central

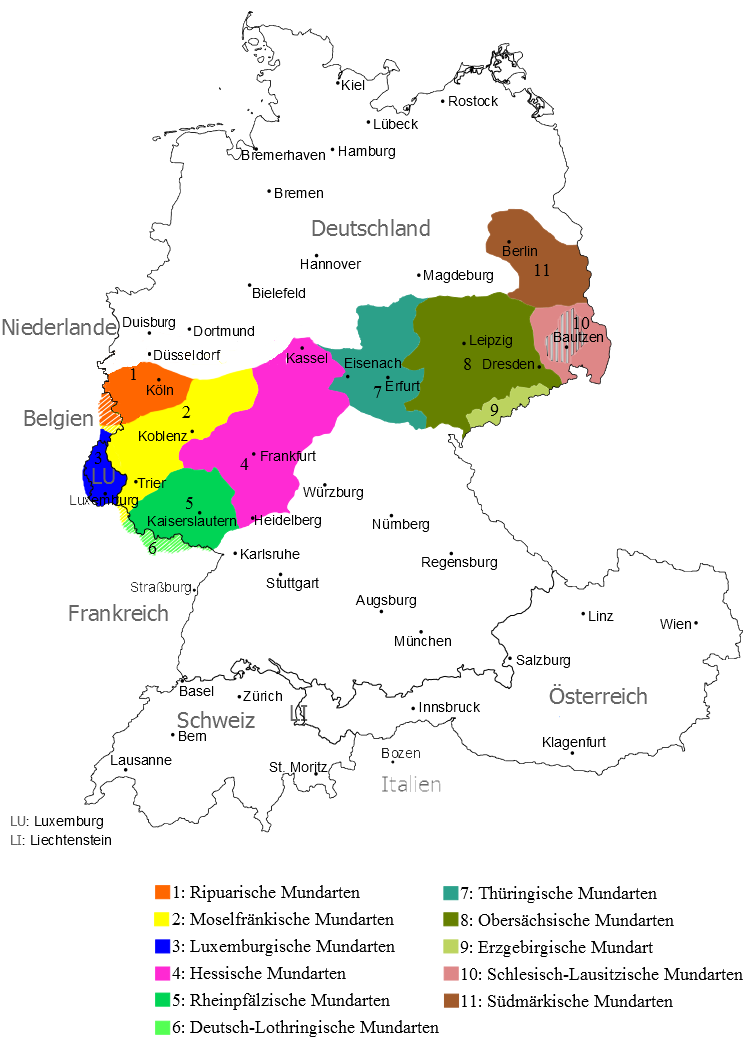
Variedades de alto alemán central:
1: Fráncico ripuario
2: Fráncico moselano
3: Luxemburgués
4: Dialecto de Hesse
5: Alemán del Palatinado
6: Fráncico de Lorena
7: Turingio
8: Alto sajón
9: Alemán de los Montes Metálicos
10: Dialecto de Lusacia
11: Berlinés-brandeburgués

- Alto alemán central occidental (Westmitteldeutsch), parte del grupo franconio
  - Franconio central (Mittelfränkisch)
    - Fráncico ripuario (Ripuarisch)
    - Franconio del Mosela (Moselfränkisch)
    - Luxemburgués (Lëtzebuergesch), también considerado una variante del franconio del Mosela.
    - Franconio de Lorena (Lothringisch), también considerado una variante del franconio del Mosela (francique lorrain)

  - Franconio del Rin (Rheinfränkisch)
    - Alemán del Palatinado (Pfälzisch)
    - Hessiano septentrional (Nordhessisch)
    - Hessiano oriental (Osthessisch)
    - Hessiano central (Mittelhessisch)
- Alto alemán central oriental (Ostmitteldeutsch)
  - Turingio (Thüringisch)
  - Alto sajón (Obersächsisch), alemán de los Montes Metálicos (Erzgebirgisch)
  - Alto sajón septentrional (Nordobersächsisch)
  - Lausitzisch-Neumärkisch, también en la región sorbia
  - Alto alemán central hablado en los antiguos territorios alemanes orientales:
    - Silesiano (Schlesisch), prácticamente extinto
    - Alto prusiano (Hochpreußisch), casi extinto

### Alto alemán superior
- Alemánico (Alemán: Alemannisch)
  - Suabo (Alemán: Schwäbisch, hablado en Suabia)

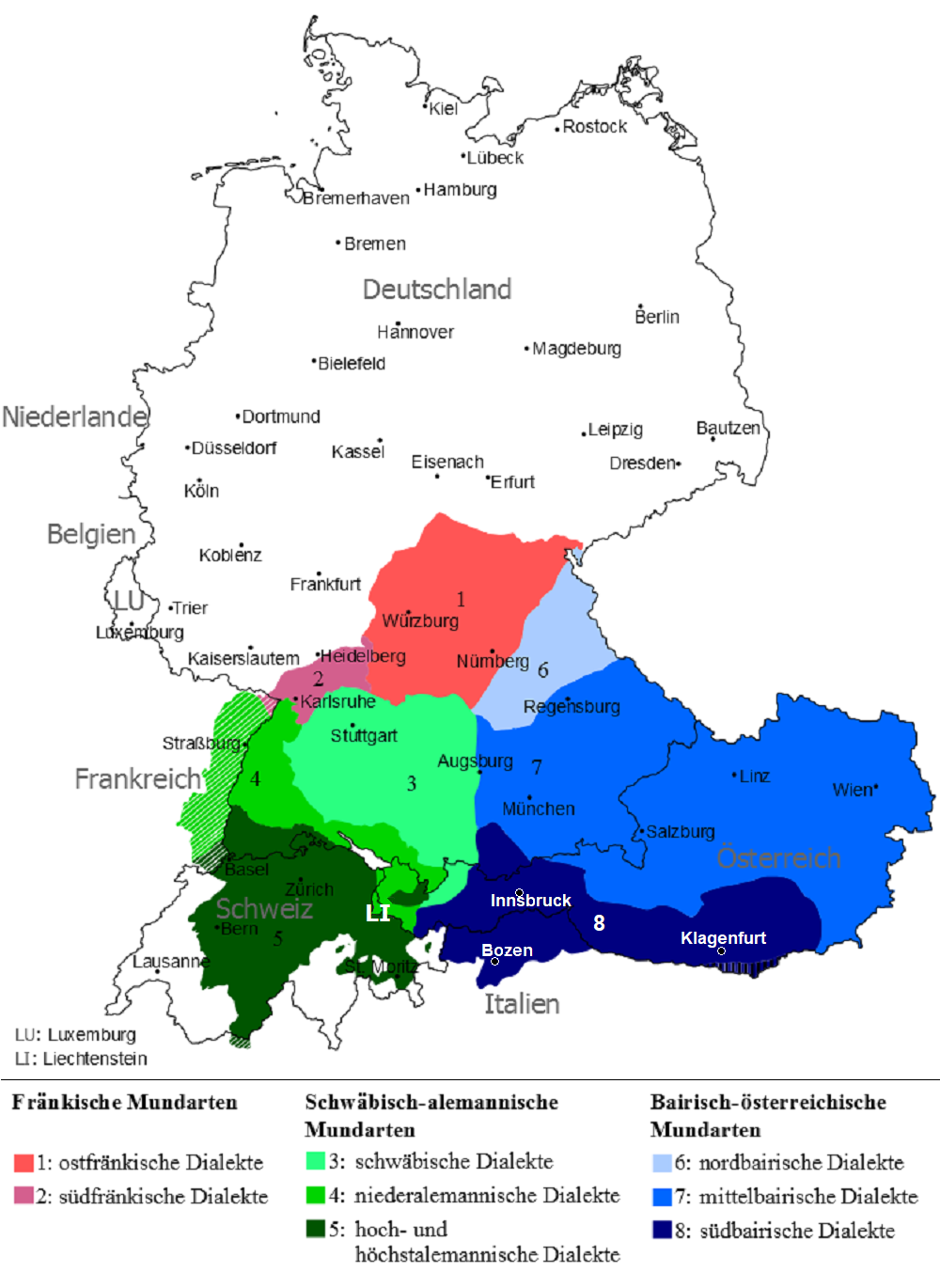
Variedades de alto alemán superior:
1: Franconio oriental
2: Franconio meridional
3: Alemán suabo
4: Bajo alemánico y alsaciano
5: Alto alemánico y alemánico superior
6: Austro-bávaro septentrional
7: Austro-bávaro central
8: Austro-bávaro meridional

  - Bajo alemánico (Alemán: Niederalemannisch)
    - Alsaciano (Alemánico y alemán: Elsässisch, hablado en Alsacia, Francia)
    - Alemán coloniero (hablado en Venezuela)
    - Alemán de Basilea (Alemán de Basilea: Baslerdüütsch, Alemán: Baseldeutsch)

  - Alto alemánico (Alemánico y alemán: Hochalemannisch)
    - Alemán de Berna (Bernés: Bärndütsch, Alemán: Berndeutsch)
    - Alemán de Zürich (Alemán: Zürichdeutsch, Alemán de Zürich: Züritüütsch)

  - Alemánico superior (Alemánico y alemán: Höchstalemannisch)
    - Alemán de Valais (Alemán: Walliserdeutsch, Alemán de Valais: Wallisertitsch, hablado en el Cantón del Valais, Suiza)
      - Alemán Walser (Alemán: Walserdeutsch)
- Austro-bávaro (Bávaro: Boarische Språch, Alemán: Bairisch, hablado en Austria, Alto -Adigio, Italia, y en Baviera, Alemania)
  - Austro-bávaro septentrional (Bávaro: Nordboarisch, Alemán: Nordbairisch, hablado en Alto Palatinado, Baviera)
  - Austro-bávaro central (Bávaro: Mittelboarisch, Alemán: Mittelbairisch, hablado en Baviera y Austria)
    - Alemán de Viena (Alemán: Wienerisch, hablado en Viena y otras partes de Austria)
    - Alemán de Múnich (Alemán: Münchnerisch, hablado en Múnich, Baviera)

  - Austro-bávaro meridional (Bávaro: Südboarisch, Alemán: Südbairisch, hablado en Austria y Alto Adigio, Italia)
  - Cimbriano (Alemán: Tzimbrisch, en italiano: lingua cimbra, hablado en Italia nororiental)
  - Mócheno (Italiano: lingua mòchena, hablado en Trentino, Italia)
  - Alemán huterita (Alemán: Hutterisch, hablado en comunidades  huteritas de Canadá y Estados Unidos)

### Alto franconio
Sigue siendo una cuestión debatida si el franconio oriental y el franconio meridional deben ser considerados como parte del alemán alto o del alemán central, ya que estas variedades tienen rasgos propios del alto alemán del norte (alemán central) y del alto alemán del sur, habiendo sido descritos con frecuencia como variedades de transición entre ambos grupos dialectales.

## Variedades históricas extintas
Las variantes de lenguas altogermánicas habladas en el centro y sur de Alemania y Austria forman la base del alemán estándar. Otras formas históricamente importantes de altogermánico fueron el alto alemán antiguo y el alto alemán medio. La documentación sobre el lombardo (langobardo) es escasa pero es frecuente clasificarlo como una lengua altogermánica.

### Idioma lombardo
El hecho de que el lombardo o langobárdico comparta la segunda mutación consonántica del alemán, ha hecho que esta lengua se clasifique como lengua altogermánica. Sin embargo, dicha mutación o cambio fonético habría ocurrido entre los siglos VII y VIII. Si el langobárdico era esencialmente una forma de bavárico o alemánico en esa época se entendería que compartiera dicha isoglosa. De hecho los testimonios del langobárdico no difieren sistemáticamente en ningún punto de los primeros testimonios del bavárico en el siglo VIII, excepto por un puñado de desarrollos fonéticos, que de hecho son posteriores a la segunda mutación.

### Alto alemán antiguo y medio
La primera variedad altogermánica bien documentada es el alto alemán antiguo para el cual se conoce algunos centenares de manuscritos, algunos de ellos muy influidos por la sintaxis latina, por lo que dichos documentos posiblemente representaban una variedad culta y artificiosa que no se corredpondería siempre con la lengua vernacular.
Por el contrario el alto alemán medio está mucho mejor documentado, y la mayor parte de textos conservados exhiben características que lo diferencial claramente del antiguo alto alemán. El alto alemán medio presenta, lógicamente, características intermedias entre las del alto alemán antiguo y el moderno alemán estándar.

## Comparación léxica
Los numerales para diferentes variedades altogermánicas son:

| GLOSA | Luxem- burgués | Kölsch | Alemán estándar | Antiguo alemán | Alemán suabo | Austro- Bávaro | Alemán de Suiza | PROTO- ALTOGERM. |
| ----- | -------------- | ------ | --------------- | -------------- | ------------ | -------------- | --------------- | ---------------- |
| '1'   | eent ʔɛˑɪns    | ɛjnə   | ein(s) ʔaɪns    | ein            | ʔɔɪns        | ɔans           | äis eɪs         | *eins            |
| '2'   | zwee ʦʊeː      | ʦvɛj   | zwei ʦvaɪ       | zwâ            | ʦʋoː         | ʦvɔa           | zwäi ʦʋœɪ       | *ʦvei            |
| '3'   | dräi ˈdʀɛːɪ    | dʀɛj   | drei ˈdʁaɪ      | drî            | ˈdraɪ        | tɾai           | drüü dryː       | *drei            |
| '4'   | véier ˈfeiᵑ    | feːʀ   | vier ˈfiːɐ̯      | fior           | ˈfiˑɐ̆        | fia            | vier fiər       | *fior            |
| '5'   | fënnef ˈfənəf  | fʏnəf  | fünf fʏnf       | fimf           | ˈfʏɱf        | fʏɱf           | föif fyːf       | *fynf            |
| '6'   | sechs zɛks     | zɛks   | sechs zeks      | sexs           | seks         | seks           | sächs sæχs      | *sexs            |
| '7'   | siwen ˈziːvən  | zɪbə   | sieben ˈziːbn̩   | sibun          | ˈsiːbm̩       | sɪm            | sibe ˈsɪbə      | *sibun           |
| '8'   | aacht aːxt     | aːx    | acht ʔaχt       | ahto           | ʔɑxt         | ɑxt            | acht ɑχt        | *axt             |
| '9'   | néng neŋ       | nʏŋ    | neun ˈnɔɪn      | niun           | ˈnɔɪn        | nain           | nüün nyːn       | *niun            |
| '10'  | zéng ʦeŋ       | ʦeːn   | zehn ʦeːn       | zehan          | ʦeːn         | ʦeːn           | zää ʦæː         | *ʦehan           |